# هنرهای ترسیمی
هنر ترسیمی، نوعی هنر است؛ که در آن هنرمند با رسم خط در زوایای مختلف و به صورت دوبعدی یک یا چند موضوع را در قالب یک تصویر (نقاشی) یا متن(خطاطی) به مخاطب خود ارائه میدهد.در واقع هنرهای ترسیمی نوعی از هنرهای تجسمی است که(مانند مجسمه سازی)قابل لمس نیست و فقط و فقط جنبه بصری دارد.
هنرهای ترسیمی را میتوان به نوعی بنیان و خط الرسم بسیاری از هنرهای دیگر (مثلمجسمه سازی,معماری,شیشه گری و...) دانست و به همین دلیل از قلمرو کاری گسترده و اهمیت به مراتب بالاتری برخوردار است.
یکی دیگر از دلایل اهمیت بالای هنرهای ترسیمی,سادگی این هنر است.همه ما از خردسالی با این هنرها آشنایی داریم و اغراق نیست اگر بگوییم که اولین هنری است که انسانها بدون آموزش دیدن با آن آشنایی دارند.